# Zeman László
Zeman László (Eperjes, 1928. november 7. – Pozsony, 2019. május 17.) szlovákiai magyar nyelvész, hungarológus.

## Életpályája
1948-ban érettségizett Eperjesen, 1953-ban biológia–filozófia–természetrajz szakos tanári oklevelet szerzett a pozsonyi egyetemen, majd 1955-ben magyar szakos diplomát a Pedagógiai Főiskola magyar tagozatán. Ez utóbbin oktatott biológiát 1953 és 1958 között. 1958-tól a kassai, 1960-tól pedig a pozsonyi magyar gimnáziumban tanított. 1962-től 1989-ig a pozsonyi Komenský Egyetem Magyar Nyelv és Irodalom Tanszékén tanított. 1971-ben doktorált Prágában Vladimír Skalička irányításával.

## Munkássága
Nyelvészeti és műfordítás-elméleti kérdésekkel foglalkozott elsősorban. Művelődéstörténeti tanulmányokat is írt. Lefordította és 2000-ben kiadta František Miko Az epikától a líráig című munkáját.

### Könyvei
- Stílus és fordítás (válogatott tanulmányok); Madách, Pozsony, 1993
- Gymnasiologia. Az eperjesi kollégium és áthagyományozódásai; Fórum Kisebbségkutató Intézet–Lilium Aurum, Somorja–Dunaszerdahely, 2003
- Visszalapozások. Válogatott tanulmányok és ismertetések; Nap, Dunaszerdahely, 2008

## Díjak
- Köztársasági Elnöki Aranyérem (Göncz Árpád), 2000
- Madách Imre-díj (Pozsony), 2000
- Nyitott Európáért Díj, 2003[2]
- Posonium Irodalmi Díj (életműdíj), 2009[3]
- Turczel Lajos-díj, 2013[4]